# Klettern (Zeitschrift)
klettern ist eine deutschsprachige Special-Interest-Zeitschrift über den Bergsport. 
Sie beschäftigt sich mit Felsklettern, Bouldern, Genuss- und Sportklettern bis zum Big-Wall sowie Hallenklettern, klassischem Bergsteigen, Eistouren und Expeditionen zu den Bergen der Welt. 
klettern stellt achtmal (bis 2009: zehnmal) im Jahr Klettergebiete vor und gibt Tipps zu Training und Technik. Es informiert über neue Produkte und Entwicklungen im Klettersport, testet Kletterausrüstung sowie Zubehör.